# آمار توصیفی
موضوع آمار توصیفی (Descriptive statistics) تنظیم و طبقه‌بندی داده‌ها، نمایش ترسیمی، و محاسبهٔ مقادیری از قبیل نما، میانگین، میانه و … می‌باشد که حاکی از مشخصات یکایک اعضای جامعهٔ مورد بحث است. در آمار توصیفی اطلاعات حاصل از یک گروه، همان گروه را توصیف می‌کند و اطلاعات به دست آمده به دسته‌جات مشابه تعمیم داده نمی‌شود.
به‌طور کلی از سه روش در آمار توصیفی برای خلاصه‌سازی داده‌ها استفاده می‌شود:
- استفاده از جداول
- استفاده از نمودار
- محاسبه مقادیری خاص که نشان‌دهنده خصوصیات مهمی از داده‌ها باشند.

از نظر تاریخی می‌توان گفت از لحظه ای که شمارش اختراع شد علم آمار نیز گسترش پیدا کرد. آمار توصیفی فقط مختص نمونه است و نمی‌توان از آن برای کل جامعه آماری استفاده کرد.

## روش‌های آمار توصیفی[۲]

### تشکیل جدول توزیع فراوانی
توزیع فراوانی عبارت است از سازمان دادن داده‌ها یا مشاهدات به صورت طبقات همراه با فراوانی هر طبقه. برای تشکیل یک جدول توزیع فراوانی باید دامنه تغییرات، تعداد طبقات و حجم طبقات توسط فرمولهای مربوط محاسبه شده و سپس اقدام به نوشتن جدول توزیع در دو ستون X (ستون طبقات) و F (فراوانی طبقات) شود. پس از این مرحله در صورت تمایل یا لزوم پژوهشگر می‌تواند شاخص‌های دیگری نظیر فراوانی تراکمی، فراوانی تراکمی درصدی را محاسبه نماید. تشکیل جدول توزیع فراوانی یک روش اقتصادی و در عین حال آسان برای نمایش انبوهی از داده‌های نامنظم است. اما در طبقه‌بندی کردن، برخی از اطلاعات به علت خطای گروه‌بندی از دست می‌روند که در محاسبه شاخص‌های آماری نیز منعکس می‌شود؛ ولی مقدار آن ناچیز بوده و اشکال عمده‌ای ایفا نمی‌کند.

### ترسیم نمودار
یکی از نقاط ضعف نمایش داده‌ها به صورت جدول فراوانی عدم درک سریع اطلاعات جدول است. نمودارها ابزار مناسبی برای نمایش تصویری اطلاعات هستند. انواع مختلفی از نمودار وجود دارد که از جمله می‌توان به نمودار هیستوگرام، نمودار ستونی، نمودار چند ضلعی تراکمی، نمودار دایره‌ای، نمودار سریهای زمانی و …اشاره کرد.

### محاسبه شاخص‌های مرکزی
در محاسبات آماری لازم است که ویژگیها و موقعیت کلی داده‌ها تعیین شود. برای این منظور شاخص‌های مرکزی محاسبه می‌شوند. شاخص‌های مرکزی در سه نوع نما (Mode)، میانه (Median) و میانگین (Mean) هستند که هر یک کاربرد خاص خود را دارا می‌باشند.در تحقیقاتی که مقیاس اندازه‌گیری داده‌ها حداقل فاصله‌ای است میانگین بهترین شاخص است؛ ولی در تحقیقاتی که مقیاس اندازه‌گیری داده‌ها رتبه‌ای یا اسمی است، میانه یا نما مورد استفاده قرار می‌گیرند.

### محاسبه همبستگی
همبستگی یعنی تغییر در y چقدر بر روی تغییر بر x تأثیر می‌گذارد. به عبارت دیگر تغییر در یک متغیر چقدر با تغییر در متغیر دیگر هماهنگ است. مثلاً تغییر در قد چقدر با تغییر در وزن هماهنگی دارد. در این مثال بدیهی است که همبستگی مثبت است. زیرا معمولاً افراد قد بلندتر دارای وزن بیشتری می‌باشند.
همبستگی را با ضریبی به نام ضریب همبستگی پیرسون اندازه‌گیری می‌کنند که عددی بین صفر و یک است. هر چه مقدار همبستگی به عدد یک نزدیک تر باشد، همبستگی بین دو متغیر بیشتر است و هر چه به صفر نزدیک تر باشد، همبستگی پایین تر خواهد بود. همبستگی برابر یک، یعنی رابطه خطی و صد درصدی. همبستگی می‌تواند مثبت یا منفی باشد.
تحقیقاتی وجود دارد که پژوهشگر می‌خواهد رابطه بین دو متغیر را تعیین کند و به همین منظور از روشهای همبستگی (Correlation) استفاده می‌کند. در محاسبه همبستگی، نوع مقیاس اندازه‌گیری دخالت دارد و به‌طور کلی به دو دسته پارامتری و ناپارامتری تقسیم می‌شوند.

```
محاسبه همبستگی برای تحقیقات پارامتری :
 چنانچه دو متغیر در مقیاسهای فاصله یا نسبی اندازه‌گیری شده باشند، می‌توان برای تعیین رابطه بین آنها از ضریب همبستگی گشتاوری پیرسون استفاده کرد؛ ولی اگر در تمام مفروضات ضریب همبستگی پیرسون صادق نباشد، نمی‌توان از آنها استفاده کرد و به جای آن می‌توان از روشهای دیگری مانند ضریب همبستگی دو رشته‌ای، دورشته‌ای یا ضریب تتراکوریک استفاده کرد.
```

```
محاسبه همبستگی برای تحقیقات ناپارامتری :
 در تحقیقاتی که در سطح مقیاس‌های اسمی و رتبه‌ای انجام می‌گیرد، باید از روش‌های دیگری برای محاسبه همبستگی بین دو متغیر استفاده کرد. برخی از این روشها عبارتند از: ضریب همبستگی فی (φ) 
ضریب کریمر
 (C)، 
ضریب کپا
 (K) و ضریب لامبدا، در تحقیقات اسمی و ضریب همبستگی اسپرمن، ضریب کندال و آماده گاما (G) برای تحقیقات ترتیبی.
```

### رگرسیون و پیش‌بینی
رگرسیون (Regression) روشی برای مطالعه سهم یک یا چند متغیر مستقل در پیش‌بینی متغیر وابسته است. از تحلیل رگرسیون هم در تحقیقات توصیفی (غیر آزمایشی) و هم در تحقیقات آزمایشی می‌توان استفاده کرد. با توجه به نوع تحقیق و متغیرهای آن روش متنوعی برای تحلیل رگرسیون وجود دارد که برخی از آنها عبارتند از: رگرسیون خطی (با سه راهبرد همزمان، گام به گام، سلسله مراتبی)، رگراسیون انحنایی، رگرسیون لوجیستیک و تحلیل کواریانس.
رگرسیون یعنی بازگشت. یعنی پیش‌بینی و بیان تغییرات یک متغیر بر اساس اطلاعات متغیر دیگر.
مثال: رابطه بین قد و وزن انسانها را در نظر بگیرید. همه می‌دانیم که این رابطه یک رابطه مستقیم ریاضی و صد درصدی نیست که لزوماً هر که قد بلندتری داشته باشد وزن بیشتری داشته باشد، اما می‌توان گفت که با احتمال قابل قبولی افراد با قد بلندتر، وزن بیشتری نیز دارند. در اینجا پیش‌بینی وزن از روی قد و بیان ارتباط بین این متغیر با روش آماری رگرسیون خطی صورت می‌پذیرد که این رابطه را به صورت کمی به ما نشان می‌دهد.
رگرسیون را با معادله رگرسیون بیان می‌کنند. در مثال فوق معادله رگرسیون خطی می‌تواند به صورت زیر باشد:
متغیر وزن = متغیر قد * b + a
ترسیم این خط پس از محاسبه ضرایب a و b ما را به خط رگرسیون می‌رساند.

### تحلیل داده‌های ماتریس کواریانس
از جمله تحلیل‌های همبستگی، تحلیل ماتریس کواریانس یا ماتریس همبستگی است. دو نوع از معروفترین این تحلیل‌ها عبارتند از: مدل تحلیل عاملی برای پی بردن به متغیرهای زیر بنایی یک پدیده در دو دسته اکتشافی و تأییدی و مدل معادلات ساختاری برای بررسی روابط علی بین متغیرها.